# Claude Kirk
Claude Roy Kirk jr. (San Bernardino, 7 januari 1926 - West Palm Beach, 28 september 2011) was een Amerikaans politicus. Tussen 1967 en 1971 was hij gouverneur van de Amerikaanse staat Florida.
Kirk was aanvankelijk een Democraat, maar stapte in 1960 over naar de Republikeinse Partij. Na een breuk met de Republikeinen werd hij in 1985 opnieuw lid van de Democratische Partij. 

## Loopbaan
Kirk was ondernemer van beroep en verkocht verzekeringen, tot hij in 1956 samen met W. Ashley Verlander een eigen verzekeringsmaatschappij opzette in Jacksonville (Florida). In 1962 verliet hij het bedrijf en vertrok naar New York, waar hij partner werd bij Hayden, Stone & Co., een bedrijf in financiële dienstverlening.
In 1964 stelde Kirk zich verkiesbaar voor een zetel in de Amerikaanse Senaat en daagde daarbij de zittende Democratische senator Spessard Holland uit. Hij boekte echter geen overwinning. In 1966 stelde hij zich vervolgens kandidaat om gouverneur van Florida te worden. Zijn tegenstander in deze verkiezing werd Robert King High, de toenmalige burgemeester van Miami, die in de Democratische voorverkiezing de zittende gouverneur Haydon Burns had weten te verslaan. In de Democratische Partij ontstond vervolgens verdeeldheid, mede omdat Burns bleef weigeren zijn steun voor High uit te spreken. Kirk kon hiervan maximaal profiteren en won de verkiezing met gemak. Hij werd de eerste Republikeinse gouverneur van Florida sinds de Reconstructie.
Bij de gouverneursverkiezingen van 1970 slaagde Kirk er niet in om herkozen te worden voor een tweede termijn. Hij werd verslagen door zijn Democratische uitdager Reubin Askew.
In februari 2011 kreeg Kirk een hartinfarct. Hij overleed op 28 september 2011 in zijn slaap op 85-jarige leeftijd.
- Gemeinsame Normdatei: 1195197748
- International Standard Name Identifier: 0000 0000 2452 8978
- Library of Congress Control Number: n50048565
- SNAC: w6hx2b0p
- Virtual International Authority File: 25850616
- WorldCat: E39PBJvMCrFJggRdQ9cbTKP84q